# Moungi Bawendi
Moungi Gabriel Bawendi (em árabe: منجي الباوندي; Paris, 22 de março de 1961) é um químico francês. Atualmente é professor no Instituto de Tecnologia de Massachusetts. Bawendi é conhecido por seus avanços na produção química de pontos quânticos de alta qualidade. Em 2023 recebeu o Prêmio Nobel de Química.